# Parafia św. Urbana w Baboszewie
Parafia pw. Świętego Urbana w Baboszewie – parafia należąca do dekanatu płońskiego północnego, diecezji płockiej, metropolii warszawskiej. Poprzednio należała do dekanatu płońskiego, diecezji płockiej, metropolii warszawskiej.
Została erygowana w XIII wieku. Siedziba parafii mieści się przy ulicy Odrodzenia.

## Miejsca święte

### Kościół parafialny
Obecna murowana świątynia została zbudowana w latach 1911–1914 według projektu architekta Stefana Szyllera.